# Ginosa
Ginosa (Genóse in dialetto locale) è un comune italiano di 21 689 abitanti della provincia di Taranto in Puglia. Si erge sul primo gradino delle falde meridionali della Murgia tarantina, a 240 m s.l.m., e in passato ha fatto parte della comunità montana della Murgia Tarantina.

## Geografia fisica
Ginosa, con una superficie di 188,49 km² che comprende anche il litorale di Marina di Ginosa, è l'ultimo comune della provincia jonica al confine con la Basilicata.
L'ampio e diversificato agro spazia dalla gravina al mare, dalle pianure ai paesaggi di alta collina ai confini con il territorio di Matera e si estende alla murgia interrotta soltanto dalla zona Casale, fenditura della roccia calcarea di 3 km che circonda l'intero centro storico. In questi ambiti naturali si avvicendano vigneti e olivi. All'interno del suo territorio scorrono il Bradano e il Galaso.

## Origini del nome
Diversi sono i pareri sull'etimologia. Ginosa, in origine Genusia (Γενουσία in greco), si ritiene sia stata fondata dagli abitanti provenienti da Genusium, l'odierna Cnosso dell'isola di Creta. Taluni studiosi tuttavia fanno risalire il suo nome alle genti provenienti dall'antica Illiria, dove scorre il fiume Genusus. L'ipotesi più diffusa sul significato del nome parla di Genusium (da genus in latino e gènos in greco), "generatrice di popoli". Tuttavia l'ipotesi più accreditata (alla luce di alcuni frammenti di Sesto Frontino) farebbe derivare il nome Ginosa da Genusia, in quanto le popolazioni locali erano devote al culto di Giano.

## Storia
(Sesto Giulio Frontino, De coloniis, III cap.)
Genusia (Γενουσία in greco antico) fu un importante centro Peuceta (le cui origini risalgono a diversi secoli a.C.), il più vicino alla città di Taranto con cui a fasi alterne strinse relazioni commerciali, fino all'arrivo dei Romani che assorbirono gli Apuli nello stato unitario nascente e assoggettarono Taranto.
Il ritrovamento di una tavoletta in bronzo, che si conserva nel Museo Nazionale di Napoli, rivela che Ginosa nel 394-395 dell'era volgare (sotto il II consolato di Onorio e il III di Arcadio), è stata governata da un certo Flavio Successo Ornato.
Altri vasi antichi rinvenuti a Ginosa raffigurano il Marchese Arditi, il Visconti e il Miani, il quale rilevò sei delle fatiche di Ercole. Questi vasi furono per un tempo esposti nel palazzo reale di Capodimonte, e poi trasportati al Museo Nazionale di Napoli.
Subito dopo la metà dell'XI secolo Ginosa diviene possedimento e roccaforte di Roberto il Guiscardo, come testimoniato anche dal Castello, edificato a iniziare da quel periodo per essere punto di controllo di tutto l'arco Jonico tarantino contro incursioni saracene.
Nel 1085 Ginosa entra a far parte della Contea di Lecce, per poi essere conquistata dai Sanseverini ed annessa al Principato di Taranto e fortificata da Manfredi, figlio di Federico II. In quel periodo Luigi Dei Conti Miani, in una Breve monografia di Ginosa, ristampata nel 2002 ad opera di Carli Edizione, raccoglie alcuni documenti del tempo e le foto dei vari vasi antichi da lui rinvenuti.
Morto Giovanni Antonio Orsini, ultimo principe di Taranto, nel 1463 il feudo di Ginosa passa al demanio, e il Re Ferdinando I lo dona a Pirro del Balzo che lo rifiuta. Il Re decide quindi di concederlo a suo figlio Federico, che ne stabilisce per la prima volta i confini.
Una volta salito sul Trono di Napoli nel 1496, Federico dona il feudo ad Antonio Grisone, cui succede il nipote Antonio Enio nel 1515. Ginosa passa dunque ai Doria nel 1556, ai Grillo nel 1606, agli Spinola marchesi di Los Balbases e Alcañices nel 1629. L'ultimo erede di questa famiglia lascia il feudo ginosino alla regina di Spagna, che ancora possiede una vasta tenuta nel territorio di Ginosa, attualmente sottoposto a bonifica. (Da La Provincia Del Jonio Notizie storico-geografiche con prefazione di S.E. On. Giovanni Calò Taranto Tipografia Lodeserto 1924).
Nel 1857 Ginosa viene colpita da un terremoto con epicentro in Basilicata che provoca la morte di 19 persone. Il podestà Francesco Miani, accorso in aiuto dei feriti, viene premiato dal re Ferdinando II delle Due Sicilie con una medaglia al valore.
Successivamente all'Unità d'Italia del 1861 Ginosa è vittima di diversi episodi di brigantaggio, ad opera delle bande di Carmine Crocco, Rocco Chirichigno detto Coppolone e Antonio Locaso detto il Crapariello.
Il 2 marzo 2011 la frazione Marina di Ginosa viene colpita da un'alluvione che provoca ingenti danni alle case, alle opere e alle strutture alberghiere. Le circa 400 famiglie residenti in contrada Marinella si vedono costrette a lasciare le proprie abitazioni dichiarate inagibili, per poi farvi gradualmente ritorno solo diversi mesi più tardi.
Il 7 e l'8 ottobre 2013, giorni della festa patronale cittadina, Ginosa viene colpita da una nuova violenta alluvione. Il nubifragio questa volta provoca quattro vittime, e distrugge le due arterie stradali principali del territorio, la statale verso Marina di Ginosa e la provinciale per Montescaglioso. L'amministrazione dichiara il lutto cittadino.

### Archeologia

#### Archeologia preistorica
Nuove documentazioni paletnologiche, condotte dai ricercatori dell'Università degli Studi di Bari, documentano un'insoluta, con lo studio di choppers (strumenti su ciottolo) e bifacciali amigdaloidi, registrando con questi ultimi la presenza di H. heidelbergensis. Frequentazioni successive vengono datate tra i 55-39 000 anni fa del Paleolitico medio finale, con gli scavi paletnologici condotti dai ricercatori dell'Università degli Studi di Siena presso il noto Riparo l'Oscurusciuto frequentato da H. neanderthalensis. Scavi della Soprintendenza Archeologica della Puglia documentano la continuità abitativa delle gravine e lì dove sorge l'attuale centro abitato durante l'Età del bronzo medio e l'Età del ferro.

#### Archeologia e storia
Rinvenimenti archeologici sono attribuiti all'etnico dei Peuceti, a partire dal VI-V secolo a.C (evidenti sono i rinvenimenti in località Follerato e Passo di Giacobbe). Noto nella letteratura archeologica è il ceramografo apulo che va sotto il nome di Pittore di Ginosa, autore di pitture vascolari a figure rosse, attivo nel IV secolo a.C. (330-320 a.C.) opera il Maestro di Ginosa, orafo a cui sono attribuiti il diadema con "nodo erculeo" e una coppia di orecchini con disco e pendente conico, esposti attualmente tra gli ori del Museo Archeologico di Taranto.
Con l'installazione delle vicine colonie greche di Taranto e Metaponto, la pianura ginosina divenne di dominio conteso dalle due grandi poleis. Con l'avvento delle legioni romane l'altopiano ginosino si ellenizzò anche etnicamente, questo principalmente per via delle due distruzioni che subì Metaponto.
Fu oppidum romano come colonia militare. In epoca imperiale, nel 395 d.C., ottenne il riconoscimento di Municipium con decretum de patrocinio sotto i consoli Anicio E. Olibrio e Anicio Probino e il patronato del senatore Flavio.
Ginosa, in epoca romana, ebbe importanza per tre motivi:
1. la sua vicinanza alla via Appia che la fece una sorta di fortino militare;
2. la sua piana, che in mano a pochi latifondisti, costituì un solido granaio per Roma;
3. le capacità organizzative nell'approvvigionamento dell'esercito romano.

Al tramonto dell'Impero l'intera piana fu abbandonata sia perché le ville fortificate presenti non erano in grado di difendere questo ampio territorio dalle scorribande germaniche prima e saracene poi, sia perché la popolazione si era contratta per via delle carestie.
La popolazione si rifugiò quindi nelle gravine, nacque così l'abitato che, influenzato dal cristianesimo, assorbì l'arte dell'affresco rupestre, commissionato ad artisti che hanno lasciato pregevoli affreschi di carattere bizantino, molti dei quali scomparsi per le intemperie, l'incuria e le razzie dei predoni. 
La dominazione effimera bizantina fu definitivamente scacciata con l'avvento dei Normanni che per controllare la costa dagli assalti saraceni fecero costruite torri di avvistamento lungo il litorale.
Con l'avvento normanno si instaurò un regime feudatario, Ginosa diventò un feudo di terza categoria e non riuscì mai a consolidare su di sé una baronia stabile.
Con il finire del Medioevo inizia il lento declino della civiltà rupestre. La gente lentamente abbandona la gravina, in seguito al terremoto avvenuto il 16 dicembre del 1857, per spostarsi sulla collina dove sorge l'odierno abitato dall'architettura "spontanea", fatta di forme e dimensioni estremamente irregolari: delle case "lamiate" alle case "soprane" della zona Popolicchio. È in questo momento storico che il "vivere in grotta" diviene, dal punto di vista sociale, un elemento discriminante.

### Simboli
Lo stemma della Città di Ginosa è stato concesso con decreto del presidente della Repubblica del 3 ottobre 2005.
(D.P.R. 03.10.2005 concessione di stemma e gonfalone)
Il gonfalone è un drappo di giallo con la bordatura di azzurro.

## Monumenti e luoghi d'interesse

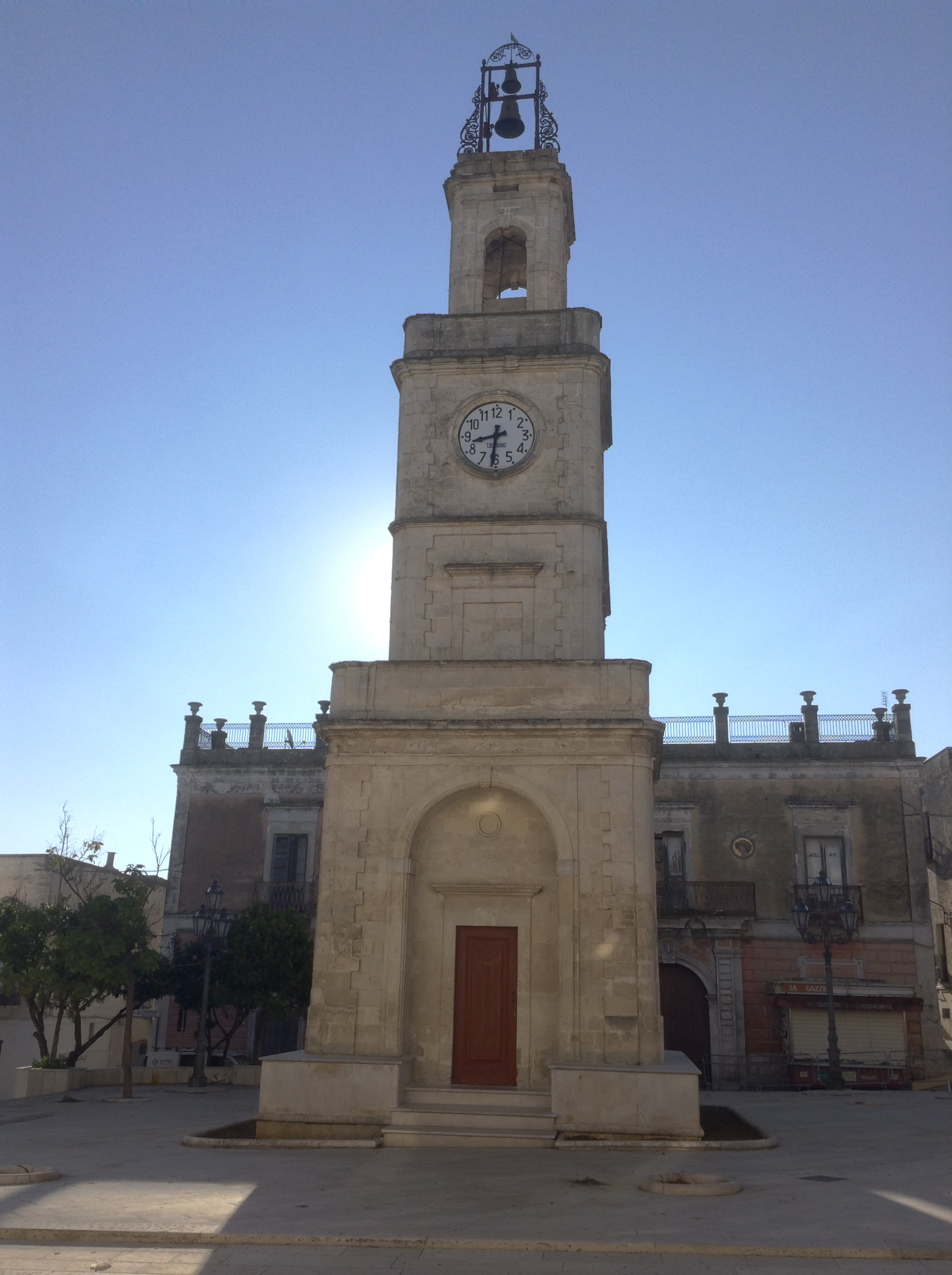
Torre dell'orologio a Ginosa

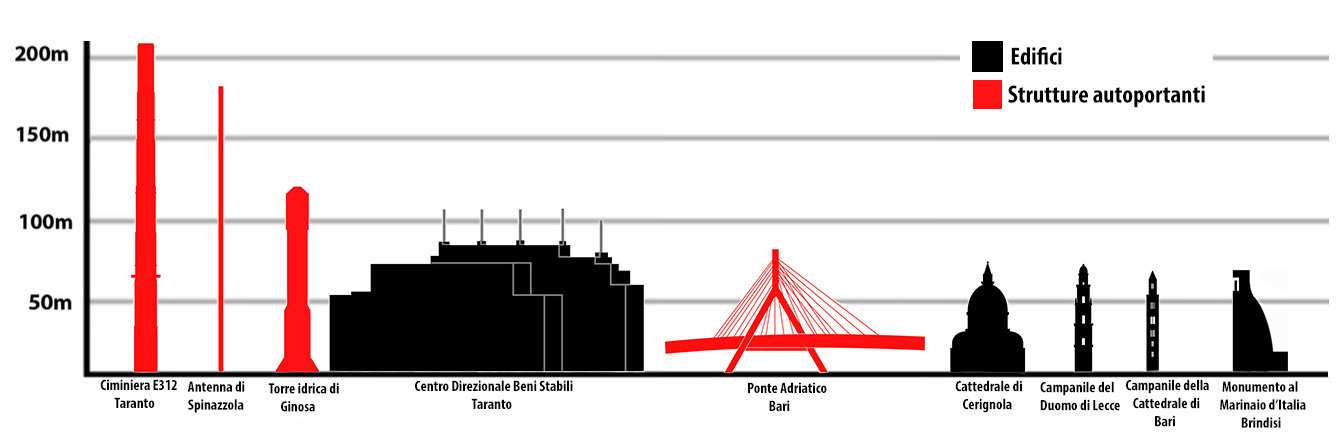
Confronto della torre idrica tra gli edifici più alti della Puglia

Il principale monumento di Ginosa è il Castello normanno, in zona orologio, fatto costruire nel 1080 da Roberto il Guiscardo per difendersi dalle incursioni saracene. Il castello di Ginosa originariamente era munito di tre torri merlate e di un ponte levatoio, elementi architettonici che furono demoliti nel XVI secolo, quando il comune ionico divenne baronia della potente famiglia Doria. Così il Castello acquisì l'aspetto di un grande palazzo che ancora oggi si erge poderoso a dominio di tutto l'antico abitato. Il Castello normanno compare anche nello stemma araldico che simboleggia il comune.
Sono inoltre da vedere:
- Piazza Orologio, nel centro storico.
- Chiesa Matrice, o Chiesa Madre, costruita nel 1554 per l'interessamento di un presidio militare francese. Il tempio fu dedicato ad uno dei santi più celebri e popolari della Francia: San Martino da Tours. La linea architettonica della chiesa esprime il Cinquecento, cioè quello stile architettonico che, messo da parte il gotico, col culto dell'arte classica si ricollega all'architettura romana, augustea.
- Le gravine: Casale, Rivolta, Valle dell'Arciprete l'Oscurusciuto, Canale San Giuseppe, Torrente Lagnone Tondo, Palombaro, Torrente Gravinella, Canale Cecera, Selva Venusio, Difesella, Gravina Grande, Passo di Giacobbe, Gravinella di Cavese, San Pellegrino, Fosso dell'Alloro e Gravinella del cacciatore.
- Ex Caserma Francese: struttura architettonica e piccolo complesso abitativo del XVII secolo, sito a ridosso della circumvallazione sud, convertito in caserma di cavalleria sotto la dominazione francese in età murattiana, e successivamente rivenduto a privati.
- La costa di Marina di Ginosa
- Lago Salinella lago costiero retrodunale al confine tra la Puglia e la Basilicata, occupante il tratto terminale dell'antico alveo del fiume Bradano dove è possibile fare birdwatching.
- Pineta Regina che è possibile visitare a cavallo presso il maneggio Family Horses che offre anche un percorso lungo la fantastica costa ionica.
- Il monumento ai caduti (1922), ad opera di Antonio Bassi, ubicato all'ingresso del cimitero comunale
- La statua del monumento ai caduti (1978), di Tommaso Gismondi, ubicata nella centralissima piazza Marconi
- A Ginosa si trova anche la Torre idrica di Ginosa, una torre idrica dell'Acquedotto pugliese alta 130 m.[10]

### Chiese rupestri
All'interno del progetto "Itinerari culturali del medioevo pugliese" del Ministero dei beni culturali, sono state censite anche tutte le chiese rupestri che si trovano nel comune di Ginosa. Esse sono:
- Chiesa rupestre a "campana" in località Rivolta
- Chiesa rupestre dell'Ecce Homo
- Chiesa rupestre di S. Barbara
- Chiesa rupestre di S. Bartolomeo
- Chiesa rupestre di S. Caterina
- Chiesa rupestre di S. Domenica
- Chiesa rupestre di S. Leonardo Vecchio o Mater Domini
- Chiesa rupestre di S. Marco
- Chiesa rupestre di S. Pietro
- Chiesa rupestre di S. Sofia II
- Chiesa rupestre di S. Vito Vecchio
- Chiesa rupestre in località Gravina del Casale
- Chiesa rupestre in località Rivolta
- Cripta di S. Felice
- Cripta di S. Giovanni da Matera
- Cripta in località Monaca d'Oro o Cripta di Eliseo

## Società

### Evoluzione demografica
Abitanti censiti

Dal grafico possiamo notare l'imponente crescita demografica avutasi a Ginosa dalla costituzione del Regno d'Italia. Essa fu dovuta in un primo periodo principalmente all'affrancamento dal regime feudale dell'antico regime borbonico (con la conseguente crescita economica) e poi dalle bonifiche nel ventennio fascista, ulteriore motivo di crescita economica agricola.

### Etnie e minoranze straniere
Secondo i dati ISTAT al 1 gennaio 2022 la popolazione straniera residente era di 1 395 persone. Le nazionalità maggiormente rappresentate in base alla loro percentuale sul totale della popolazione residente erano:
- Romania, 722
- Albania, 92
- Marocco, 83

## Cultura
Dal 1223 al 1233 il comune di Ginosa ha ospitato, negli edifici del Castello normanno, un corso di studi dell'università dei PP. Benedettini di Montescaglioso.
Cucina
Tra i piatti tipici di Ginosa si citano la focaccia, il pane cotto nel forno a legna, le friselle, i panzerotti, la "callaredd" ossia un piatto di carne di pecora servito con cicorie, la carne arrosto preparata dalle numerose rosticcerie presenti nel paese.

### Cinema
Nello scenario della gravina di Ginosa sono state girate diverse opere cinematografiche: 
- nel 1964 Il Vangelo secondo Matteo di Pier Paolo Pasolini, quando furono demoliti due casolari del Trecento;
- nel 1999 Terra bruciata di Fabio Segatori.
- nel 2017 Tulipani - Amore, onore e una bicicletta regia dell'olandese premio Oscar Mike van Diem.
- nel 2017 Chi m'ha visto di Alessandro Pondi con Pierfrancesco Favino, Beppe Fiorello, Mariela Garriga, Dino Abbrescia, Mariolina De Fano.,
- nel 2018 la serie televisiva Rai Imma Tataranni - Sostituto procuratore.
- nel 2023 La Ruota del Tempo (serie televisiva) di genere fantastico, avventura, azione, drammatico di una serie televisiva americana, la produzione sceglie la gravina di Ginosa e molte altre location come scenografia del primo episodio della seconda stagione.

## Geografia antropica

### Frazioni

#### Marina di Ginosa

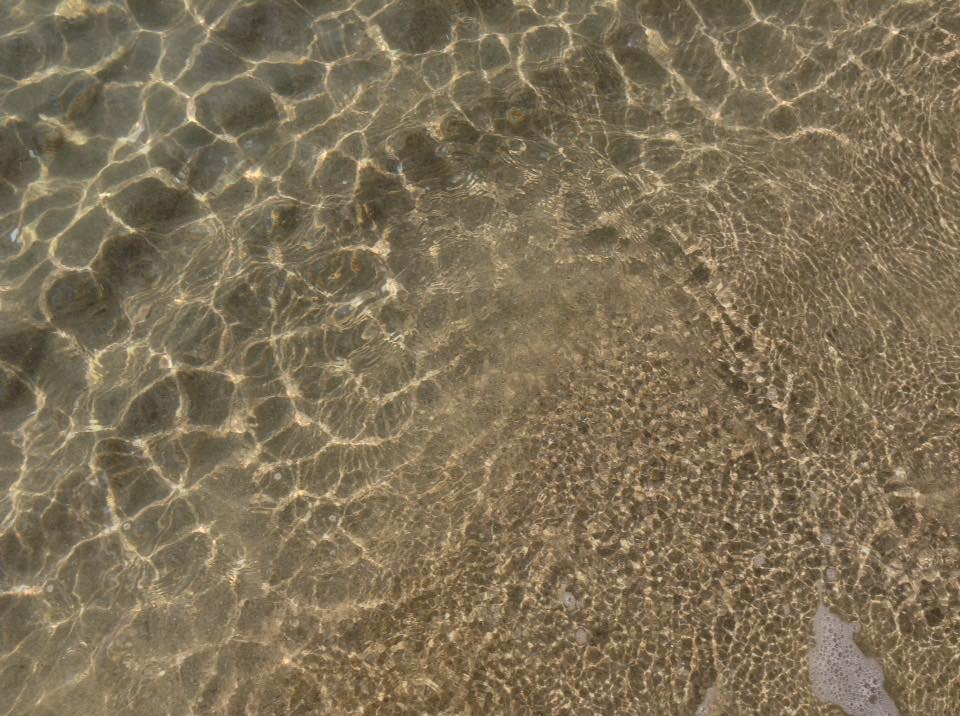
mare a Marina di Ginosa

La frazione di Marina di Ginosa, a circa 25 km da Ginosa, è una delle località balneari maggiormente frequentate dell'arco ionico tarantino.
Inizialmente denominata "Ginosa Scalo" per la presenza della stazione ferroviaria, era da molti conosciuta come "Venticinque" per l'ubicazione al km 25 della ex SS 580 (e cioè alla fine della stessa) in corrispondenza del casello ferroviario. Solo nel 1956 il Presidente della Repubblica Giovanni Gronchi attribuì alla borgata la denominazione ufficiale di "Marina di Ginosa".
Dai primi anni Novanta Marina di Ginosa registra un tessuto urbano più esteso di Ginosa, e conta di una popolazione stabile di circa 6 000 abitanti, che durante il periodo estivo arriva a superare le 100 000 unità.
Per la qualità del suo mare e delle sue spiagge sabbiose la FEE le ha riconosciuto per 22 anni la Bandiera Blu (nel 1995, nel 1997 e nel 1998, poi dal 1999 al 2001, e poi ininterrottamente dal 2003 al 2014, e dal 2017 al 2020). Ha inoltre ricevuto, nella stagione estiva 2009 e nella stagione estiva 2020, le 3 Vele Blu di Legambiente.
Caratteristica predominante delle spiagge di Marina di Ginosa è la pineta di arbusti della macchia mediterranea, che incorniciano per chilometri tutto il litorale.
La festa patronale di Sant'Antonio da Padova si tiene il 12 e 13 giugno. Il mercato cittadino si svolge ogni venerdì mattina.
Marina di Ginosa dispone di una stazione ferroviaria all'interno del paese e di una stazione meteorologica di Marina di Ginosa di riferimento per il servizio meteo dell'Aeronautica Militare e per l'Organizzazione Mondiale della Meteorologia.
Marina di Ginosa è stata gravemente colpita da un'alluvione durante la notte fra l'1 ed il 2 marzo 2011.

## Economia
A partire dalla seconda metà degli anni Ottanta l'economia ginosina, che precedentemente si basava quasi esclusivamente sull'agricoltura, ha avuto un notevole impulso. I piani economici di insediamento industriale hanno portato sul territorio l'industria dei divani Natuzzi, ed il gruppo di tessitura e filatura Miroglio che però ha chiuso il proprio stabilimento ginosino il 31 ottobre 2008.
L'agricoltura, notevolmente modernizzata (meccanizzazione, impiego di fertilizzanti, irrigazione) riveste a tutt'oggi una importanza strategica: i prodotti principali sono il vino, l'olio extravergine d'oliva e l'uva da tavola, largamente commercializzata nel territorio nazionale ed europeo.
Settore che ha conosciuto un forte sviluppo nei primi anni Novanta è quello turistico su Marina di Ginosa, che ha portato all'ammodernamento degli impianti balneari, alla valorizzazione delle spiagge, del Parco Comunale e della pineta Regina, al rifacimento dell'intero percorso stradale che collega Ginosa a Marina di Ginosa, con il conseguente insediarsi sul territorio di villaggi turistici.

## Infrastrutture e trasporti

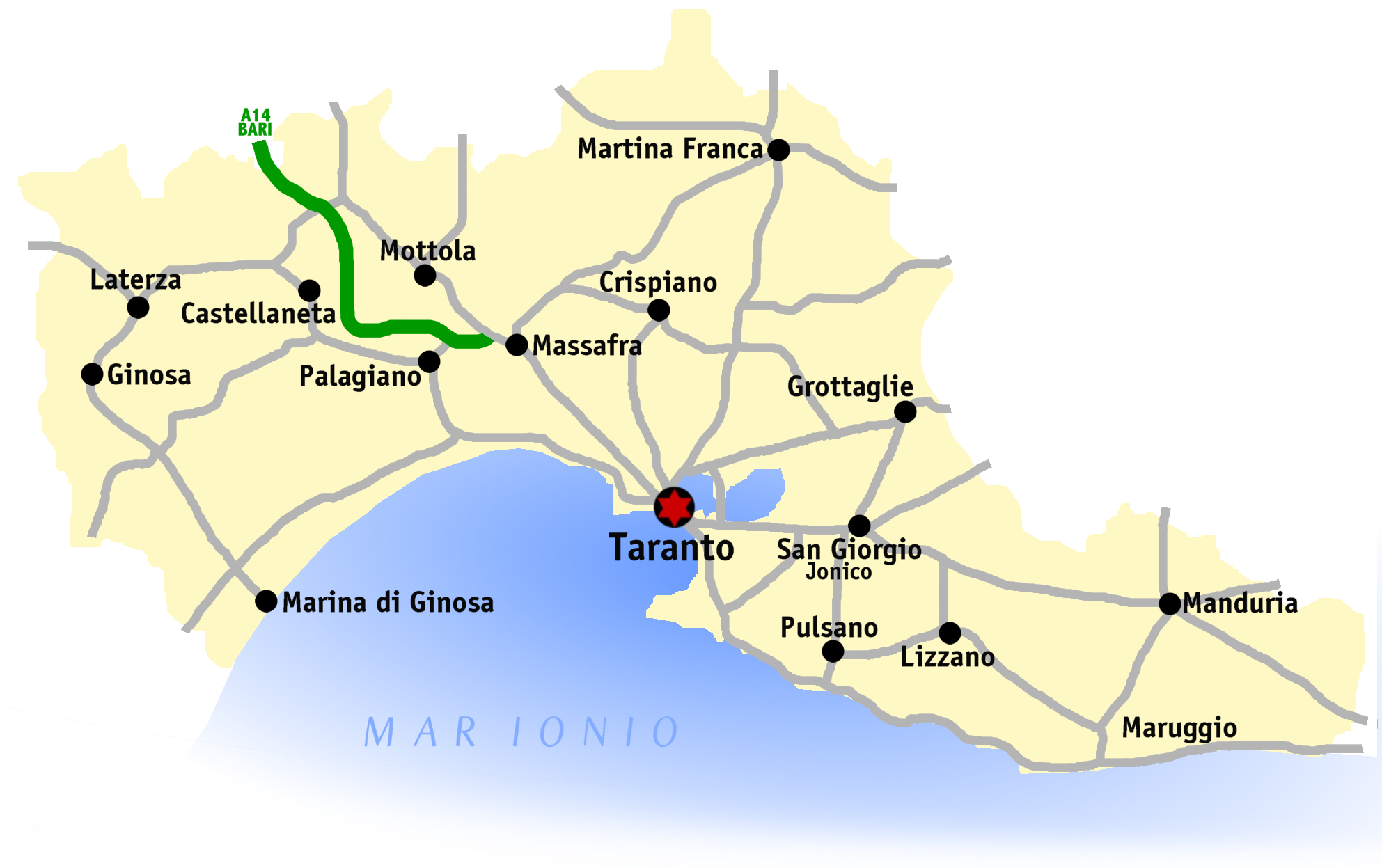
Collegamenti con la Provincia di Taranto

### Strade e ferrovie
La rete delle comunicazioni stradali e ferroviarie è poco articolata. I collegamenti principali sono rappresentati da:
- SS 106 Ionica
- Stazione FS di Marina di Ginosa.

## Amministrazione
Di seguito è presentata una tabella relativa alle amministrazioni che si sono succedute in questo comune.
| 2 luglio 1946                                        | 17 giugno 1951   | Francesco Frascati   | Partito Comunista Italiano                      | Sindaco     | [ 15 ] |
| 17 giugno 1951                                       | 17 giugno 1955   | Giuseppe Latorre     | Partito Comunista Italiano                      | Sindaco     | [ 15 ] |
| 17 giugno 1955                                       | 8 giugno 1956    | Luigi Gallo          | Partito Comunista Italiano                      | Sindaco     | [ 15 ] |
| 17 giugno 1956                                       | 21 giugno 1960   | Pio Franco Ranaldo   | Democrazia Cristiana                            | Sindaco     | [ 15 ] |
| 21 giugno 1960                                       | 11 giugno 1964   | Pio Franco Ranaldo   | Democrazia Cristiana                            | Sindaco     | [ 15 ] |
| 11 giugno 1964                                       | 6 gennaio 1967   | Pio Franco Ranaldo   | Democrazia Cristiana                            | Sindaco     | [ 15 ] |
| 6 gennaio 1967                                       | 26 aprile 1967   | Vincenzo Rochira     | Democrazia Cristiana                            | Sindaco     | [ 15 ] |
| 26 aprile 1967                                       | 20 giugno 1968   | Achille Fabrizio     |                                                 | Comm. pref. | [ 15 ] |
| 20 giugno 1968                                       | 3 giugno 1972    | Cosimo Inglese       | Partito Socialista Italiano di Unità Proletaria | Sindaco     | [ 15 ] |
| 3 giugno 1972                                        | 18 febbraio 1976 | Cosimo Inglese       | Partito Socialista Italiano                     | Sindaco     | [ 15 ] |
| 18 febbraio 1976                                     | 3 giugno 1976    | Francesco Costantino | Democrazia Cristiana                            | Sindaco     | [ 15 ] |
| 3 giugno 1976                                        | 25 giugno 1977   | Mario Bitetti        | Partito Socialista Italiano                     | Sindaco     | [ 15 ] |
| 25 giugno 1977                                       | 6 gennaio 1981   | Vittorio Di Taranto  | Democrazia Cristiana                            | Sindaco     | [ 15 ] |
| 6 gennaio 1981                                       | 6 giugno 1981    | Vito Volpe           | Partito Socialista Democratico Italiano         | Sindaco     | [ 15 ] |
| 6 giugno 1981                                        | 26 maggio 1982   | Alessandro Calabrese | Democrazia Cristiana                            | Sindaco     | [ 15 ] |
| 26 maggio 1982                                       | 22 luglio 1983   | Cosimo Inglese       | Partito Socialista Italiano                     | Sindaco     | [ 15 ] |
| 22 luglio 1983                                       | 20 maggio 1988   | Mario D'Alconzo      | Partito Socialista Italiano                     | Sindaco     | [ 15 ] |
| 26 luglio 1988                                       | 17 giugno 1991   | Alessandro Calabrese | Democrazia Cristiana                            | Sindaco     | [ 15 ] |
| 17 giugno 1991                                       | 5 giugno 1992    | Vincenzo Dragone     | Democrazia Cristiana                            | Sindaco     | [ 15 ] |
| 5 giugno 1992                                        | 21 giugno 1993   | Alessandro Calabrese | Democrazia Cristiana                            | Sindaco     | [ 15 ] |
| Sindaci eletti direttamente dai cittadini (dal 1993) |                  |                      |                                                 |             |        |
| 21 giugno 1993                                       | 12 maggio 1997   | Paolo Costantino     | Partito Democratico della Sinistra              | Sindaco     | [ 15 ] |
| 12 maggio 1997                                       | 14 maggio 2001   | Paolo Costantino     | Partito Democratico della Sinistra              | Sindaco     | [ 15 ] |
| 14 maggio 2001                                       | 30 maggio 2006   | Luigi Montanaro      | Alleanza Nazionale                              | Sindaco     | [ 15 ] |
| 30 maggio 2006                                       | 20 giugno 2011   | Luigi Montanaro      | Alleanza Nazionale                              | Sindaco     | [ 15 ] |
| 20 giugno 2011                                       | 15 maggio 2015   | Vito De Palma        | Forza Italia                                    | Sindaco     | [ 15 ] |
| 15 maggio 2015                                       | 20 giugno 2016   | Malgari Trematerra   |                                                 | Comm. pref. | [ 16 ] |
| 20 giugno 2016                                       | 20 ottobre 2021  | Vito Parisi          | Movimento 5 Stelle                              | Sindaco     | [ 15 ] |
| 18 ottobre 2021                                      | in carica        | Vito Parisi          | Movimento 5 Stelle                              | Sindaco     | [ 15 ] |

## Sport

### Calcio
La principale società calcistica è l'Associazione Sportiva Dilettantistica Ginosa, che attualmente milita nel campionato di Eccellenza pugliese.
Fondata il 9 marzo 1948 con il nome di A. S. Ginosa ma radiata tre anni dopo per inadempienze fiscali, nel 1954 si è trasformata in Audacia Ginosa radiata a sua volta nel 1962 ed infine rifondata nel 1966 col nome attuale di A.S.D. Ginosa.
I colori sociali della compagine ginosina sono il bianco e l'azzurro. Il miglior risultato sportivo è del 1982, quando la squadra ha conquistato la promozione nel Campionato Interregionale. La militanza nell'Interregionale è durata un solo anno con il Ginosa che, pur avendo terminato al secondo posto il girone di andata del Campionato Interregionale 1982-1983, ha finito col retrocedere classificandosi penultima al termine della stagione.
La partita di maggior prestigio disputata dall'A.S. Ginosa è l'amichevole con il Milan allenato da Fabio Capello giocata il 23 ottobre 1997 all'Arena Civica di Milano.

### Partecipazione ai campionati federali
A.S.Ginosa
| Livello | Categoria                 | Partecipazioni | Debutto                             | Ultima stagione                     | Miglior Piazzamento |
| ------- | ------------------------- | -------------- | ----------------------------------- | ----------------------------------- | ------------------- |
| 5°      | Campionato Interregionale | 1              | Campionato Interregionale 1982-1983 | Campionato Interregionale 1982-1983 | 12°                 |

L'A.s.d. Ginosa ospita le gare casalinghe presso lo Stadio Comunale "Teresa Miani", edificato nella seconda metà degli anni sessanta, ed intitolato alla nobildonna che donò al comune l'appezzamento di terreno sul quale venne costruito l'impianto. Nel 2005 la struttura è stata integralmente ricostruita e dotata di spalti ed infermeria. L'impianto attuale presenta una gradinata centrale interamente coperta di circa 2000 posti, dove sorge anche una sala stampa, oltre a una tribuna laterale detta gabbiotto che ospita i tifosi ospiti con una capienza di 400/500 spettatori complessivi. Dal 2012 l'impianto dispone di un fondo in erba sintetica.

### Tennis
A Marina di Ginosa c'è una consolidata tradizione legata al Tennis. La società Tennis Club Marinese, attiva dal 1999, attualmente disputa il campionato FiT maschile a squadre di serie D, ed ospita abitualmente nel suo circolo importanti tornei femminili di livello internazionale come la Fedw Cup.